# 逃離中國
《逃離中國》（英語：Escape From China: The Long Journey from Tiananmen to Freedom）是六四事件參與者张伯笠的著作。 
1989年，支持民主的学生在北京天安门广场举行大规模抗议活动，张伯笠也在現場聲援。六四清場後，張伯笠上了21名學生通緝名單，成為中共抓捕對象。《逃離中國》這本書正是講述他关于他如何躲避中共當局抓捕並成功逃脫的故事。
该书最初由张伯笠于1998年以中文发行。英文翻译由Kwee Kian Low完成，2002年由Washington Square Press出版。